# Volt-Tour
Volt-Tour és una associació catalana sense ànim de lucre promotora del vehicle elèctric fundada per l'enginyer Patrick Renau l'any 2000. El seu objectiu és promocionar, divulgar i fomentar la investigació i el desenvolupament del vehicle elèctric a Catalunya i, a partir de l'any 2013, a la Catalunya del Nord, amb la col·laboració de l'associació nord-catalana Lame66.
L'objectiu de l'associació promotora del vehicle elèctric Volt-Tour és promoure la Mobilitat Elèctrica perquè el vehicle elèctric aporta millores mediambientals, diversificació de les fonts d'energia i qualitat de vida als ciutadans.

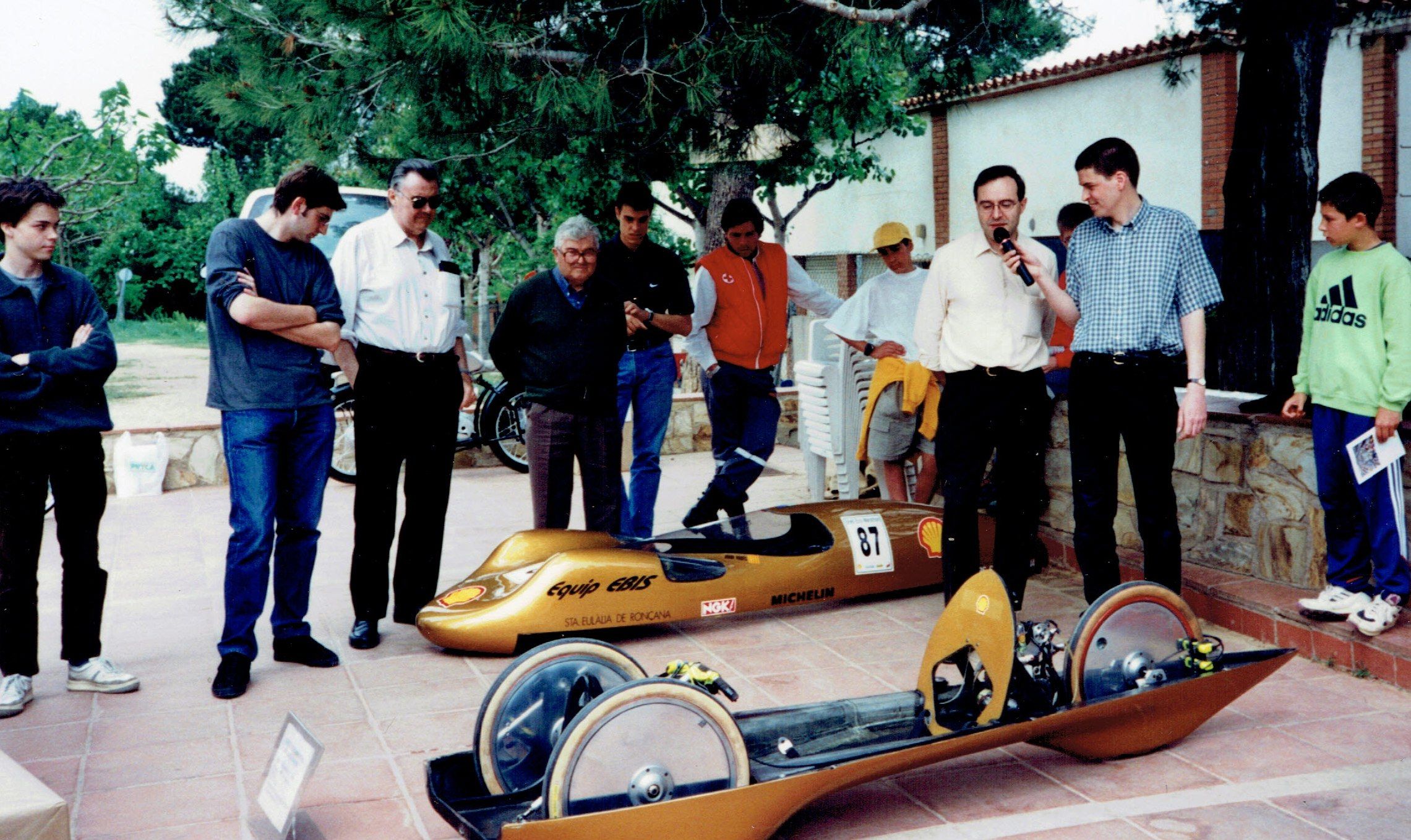
Primera trobada històrica de vehicles elèctrics (1 de maig de 1999 a Valldoreix, Sant Cugat del Vallès)

Des dels inicis de la fundació de l'associació fins als nostres dies s'han fet moltes activitats de foment, promoció i sensibilització. Els projectes més rellevants durant tots aquests anys han estat l'organització del primer “Ral·li Solar” l'any 2002 entre Barcelona-Parets del Vallès-Sabadell-Terrassa-Rubí i Sant Cugat.
També la co-organització durant 5 anys seguits (2005-2010) del “European Solar Rallye Phebus”, un ral·li divulgatiu que s'organitzava entre Catalunya i Occitània (Barcelona-Tolosa de Llenguadoc) a través dels Pirineus.

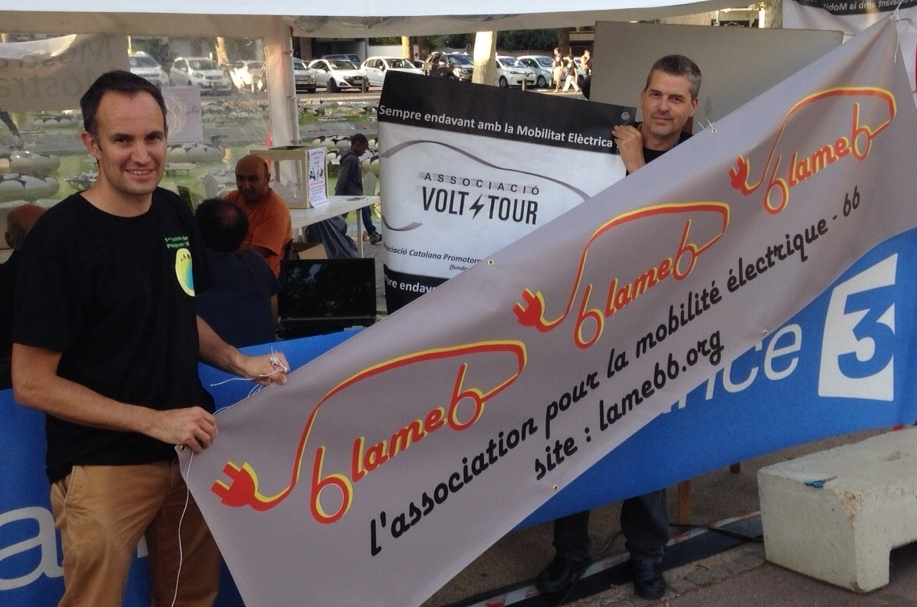
Agermanament entre Volt-Tour i Lame66 a Perpinyà

Cal destacar també la creació i desenvolupament del projecte EV-Friendly (l'any 2009) que pretén fomentar l'existència de més estacions de recàrrega per vehicles elèctrics i la seva actuació més rellevant ha estat la d'instal·lar estacions de recàrrega per vehicles elèctrics a cinc estacions de tren dels Ferrocarrils de la Generalitat de Catalunya.
Des dels inicis de l'any 2010 col·laborador a la mostra anual Expoelèctric organitzant activitats com la “Ruta Elèctrica" i els “e-Concerts”
El “Rallye Phebus“, a partir de l'any 2004 anomenat “European Solar Rallye Phebus”, era un ral·li divulgatiu no competitiu de vehicles elèctrics propulsats totalment o parcialment amb energia fotovoltaica que s'organitzava entre Catalunya i Occitània a través dels Pirineus des del any 2000 fins a l'any 2010.
L'any 2000 la École nationale supérieure d'électrotechnique, d'électronique, d'informatique, d'hydraulique et des télécommunications (ENSEEIHT) de Tolosa de Llenguadoc i l'associació Centre Energies Renouvelables Phèbus Ariège de Dun decidiren organitzar entre Mirapeis (Mirepoix) i Tolosa de Llenguadoc (Toulouse) un recorregut de prop 100 km amb vehicles elèctrics propulsats totalment o parcialment amb energia solar. Per aquella primera edició de dos etapes hi van participar 9 vehicles. A partir d'aquesta primera edició de l'any 2000 es van organitzar més edicions.